# Cornelis Ploos van Amstel
Cornelis Ploos van Amstel (Amsterdam, 4 januari 1726 - aldaar, 20 december 1798) was doopsgezind en een van de belangrijkste kunstverzamelaars die Nederland heeft gekend. Hij is vooral bekend om zijn collectie tekeningen en door zijn uitgaven van prenten. Hij was houthandelaar en makelaar in schepen en scheepsaandelen. Hij was de zoon de wijnhandelaar Jacob Ploos van Amstel (1693-1759) en diens vrouw Johanna Clementia Ploos van Amstel (sic!) (1698-1777). Hij was een oudere broer van de arts en drukker Jacob Ploos van Amstel (1735-1784). Cornelis was getrouwd met Elisabeth Troost, een dochter van de acteur en schilder Cornelis Troost.
Vele werken van zijn tijdgenoot Jacob de Wit behoorden tot zijn collectie, evenals ongeveer vijftig tekeningen en een paar olieverfschilderijen van Rembrandt, een tiental tekeningen van Leonardo da Vinci. In zijn verzameling waren eveneens: Hendrick Goltzius, Jan van Goyen, Jan Luyken, Frans van Mieris, Adriaen van Ostade, Peter Paul Rubens, én van zijn schoonvader, de acteur en beeldend kunstenaar Cornelis Troost. Verder bezat hij veel werken van buitenlandse grote kunstenaars als Albrecht Dürer en Hans Holbein, en vele honderden werken uit Italië en Frankrijk.
Hij was mede-oprichter van de genootschappen Diligentiae Omnia (1765). In het genootschap Diligentiae Omnia vertaalde hij met Johannes Lublink  in 1772 en 1777  twee Franstalige verhandelingen van Frans Hemsterhuis, beide getiteld: ‘Over de Aart en gebruik van ’s menschen zedelijk zintuig’ Hemsterhuis had zijn esthetische denkbeelden op verzoek van enkele intimi op papier had gezet, waarna hij ze in een zeer kleine handgeschreven oplage verspreid had. Hij was regent van het doopsgezinde weeshuis de Oranjeappel toen hij daar het talent van Aagje Deken ontdekte. Hij was lid van Concordia et Libertate en Felix Meritis dep. Letterkunde; bestuurder van de Hollandse Maatschappij der Wetenschappen; bestuurder van het Zeeuws Genootschap; directeur van de Amsterdamse tekenacademie en als vrijmetselaar lid van de loge La Bien Aimée. Met Lublink was hij een van de initiatiefnemers van de Oeconomische Tak van de Hollandsche Maatschappij van Wetenschappen in 1777. In politiek opzicht behoorde hij met zijn broer Jacob tot de republikeinen en nam hij deel aan de bijeenkomsten die Pieter Burman op Santhorst organiseerde. Hij schreef daarvoor een gedicht op het zwaard waarmee Oldenbarneveldt was onthoofd.
Ploos overleed in 1798 en werd begraven in de Oude Kerk te Amsterdam, vlak bij het door hem ontworpen herdenkingsmonument voor Joost van den Vondel.

## Werken
Het grafische werk van Ploos van Amstel verscheen als 'prenttekeningen' in kleur (crayonmanier) en bevindt zich in verschillende openbare collecties waaronder de National Gallery of Art in Washington D.C. en het Rijksmuseum in Amsterdam. 

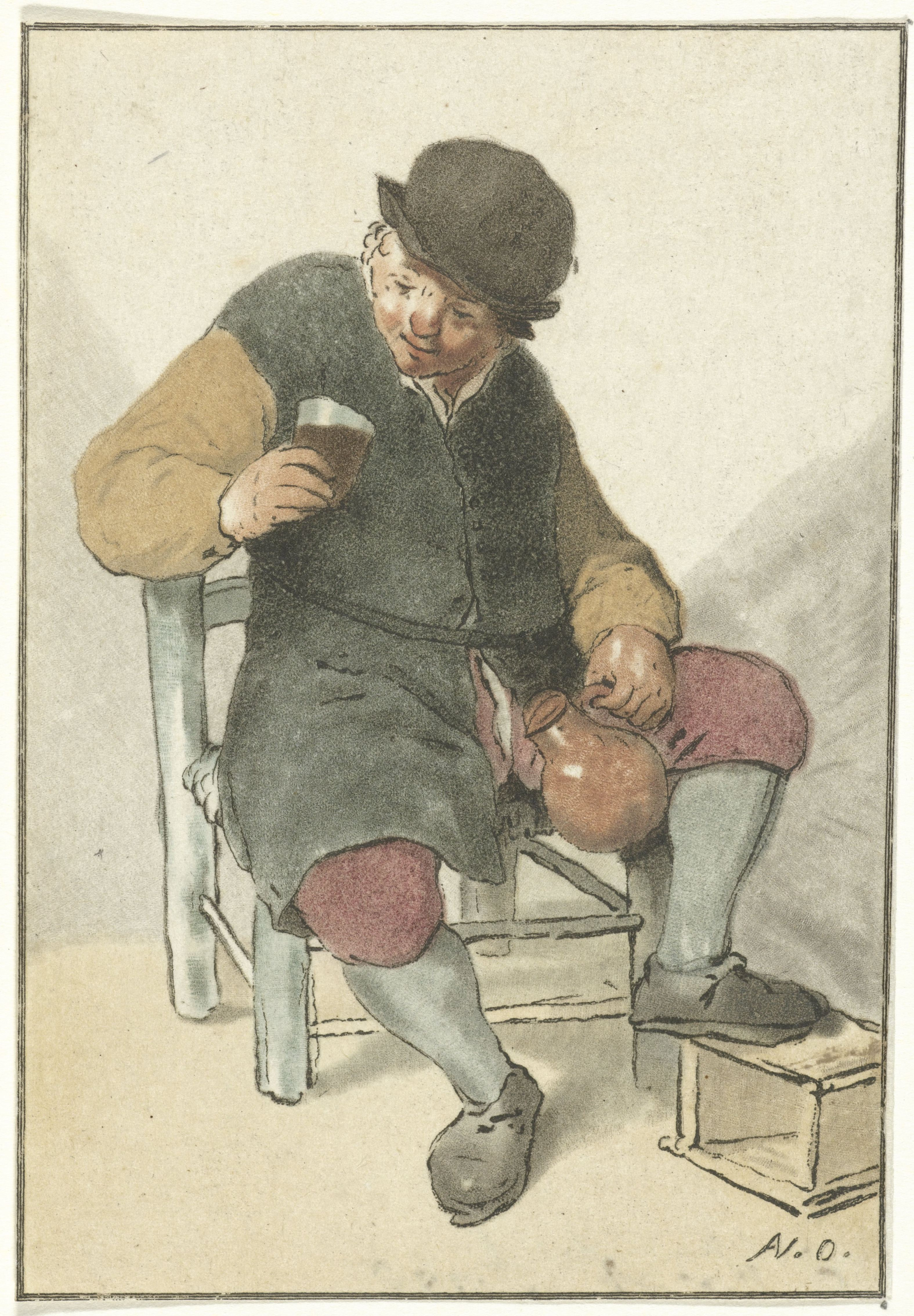
Zittende boer met kruik, prenttekening
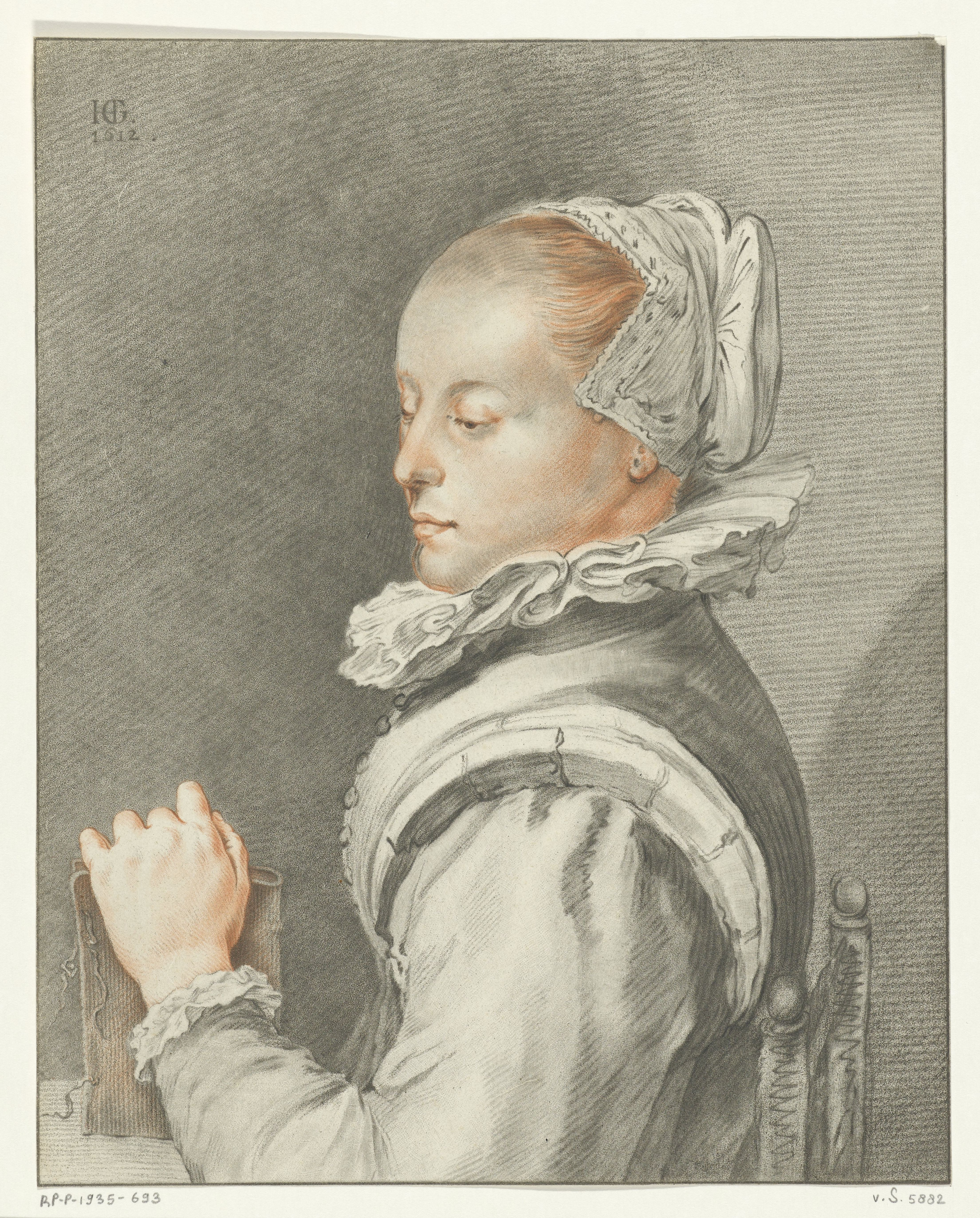
Portret van een jonge vrouw, crayonmanier
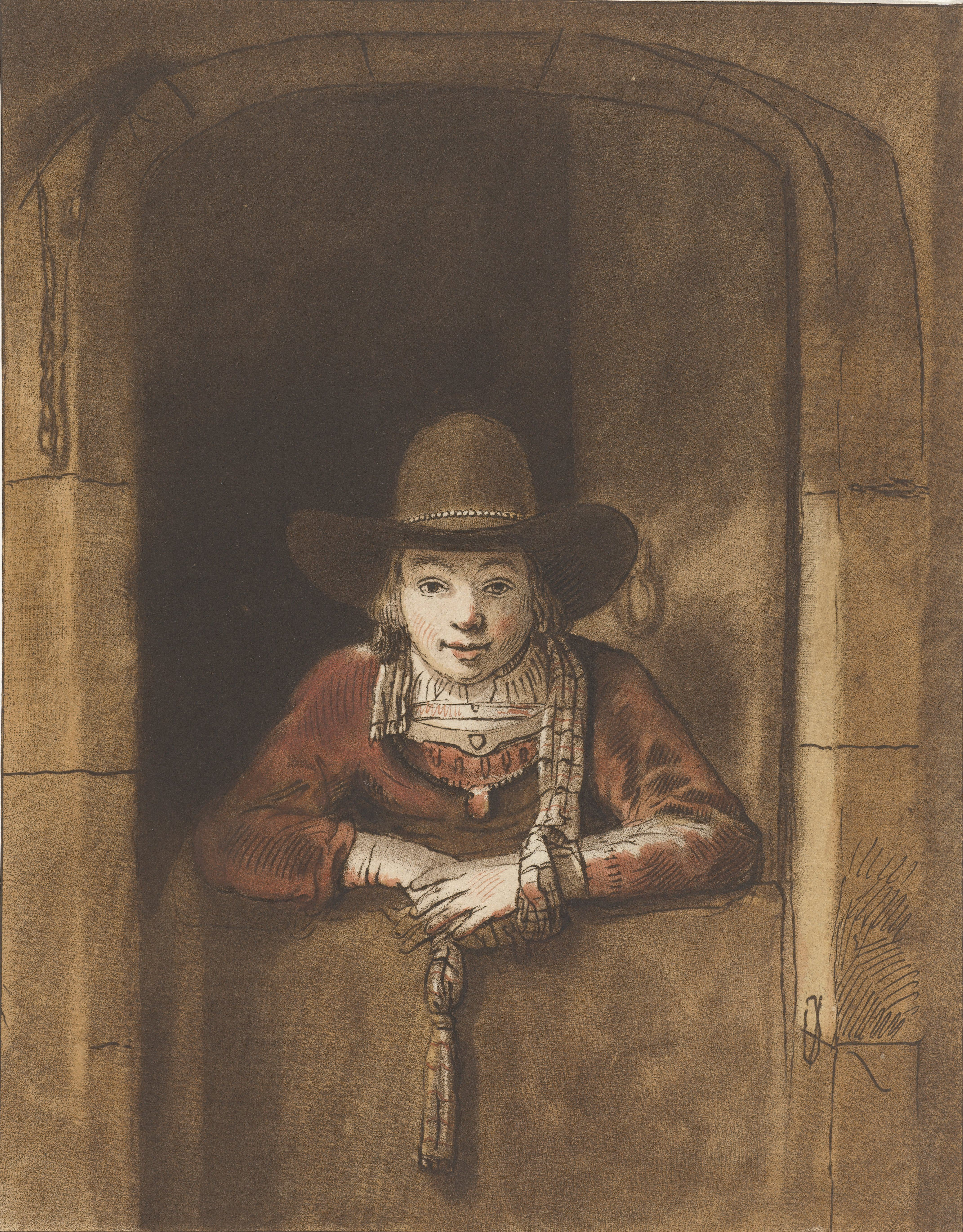
Jongen leunend over een onderdeur, handgekleurd